# باول كروغر (كاتب)
باول كروغر (بالألمانية: Paul Krüger)‏ هو كاتب ألماني وسويدي، ولد في 20 مارس 1840 في برلين في ألمانيا، وتوفي في 11 مايو 1926 في بون في ألمانيا.